# Campeonato Europeo de Patinaje de Velocidad sobre Hielo de 1994
El LXXXVIII Campeonato Europeo de Patinaje de Velocidad sobre Hielo se celebró en Hamar (Noruega) del 7 al 9 de enero de 1994 bajo la organización de la Unión Internacional de Patinaje sobre Hielo (ISU) y la Federación Noruega de Patinaje sobre Hielo.
Las competiciones se realizaron en el Pabellón Olímpico de la ciudad noruega. 

## Resultados

### Masculino
| Evento              | Oro                                         | Plata                                     | Bronce                                       |
| ------------------- | ------------------------------------------- | ----------------------------------------- | -------------------------------------------- |
| 500 m               | Rintje Ritsma · Países Bajos · 37,36 s      | Davide Carta · Italia · 37,53 s           | Ids Postma · Países Bajos · 37,78 s          |
| 1500 m              | Rintje Ritsma · Países Bajos · 1:51,60      | Falko Zandstra · Países Bajos · 1:52,25   | Johann Olav Koss · Noruega · 1:52,60         |
| 5000 m              | Rintje Ritsma · Países Bajos · 6:39,46      | Jaromir Radke · Polonia · 6:40,79         | Falko Zandstra · Países Bajos · 6:41,64      |
| 10 000 m            | Johann Olav Koss · Noruega · 13:51,39       | Kjell Storelid · Noruega · 13:52,81       | Jaromir Radke · Polonia · 13:54,32           |
| Clasificación total | Rintje Ritsma · Países Bajos · 156,201 pts. | Johann Olav Koss · Noruega · 157,275 pts. | Falko Zandstra · Países Bajos · 157,686 pts. |

### Femenino
| Evento              | Oro                                     | Plata                                     | Bronce                                 |
| ------------------- | --------------------------------------- | ----------------------------------------- | -------------------------------------- |
| 500 m               | Emese Hunyady · Austria · 40,51 s       | Mihaela Dascălu · Rumania · 40,97 s       | Gunda Niemann · Alemania · 40,99 s     |
| 1500 m              | Emese Hunyady · Austria · 2:02,31       | Gunda Niemann · Alemania · 2:02,45        | Svetlana Bazhanova · Rusia · 2:03,79   |
| 3000 m              | Gunda Niemann · Alemania · 4:12,25      | Carla Zijlstra · Países Bajos · 4:17,36   | Svetlana Bazhanova · Rusia · 4:17,80   |
| 5000 m              | Gunda Niemann · Alemania · 7:14,35      | Carla Zijlstra · Países Bajos · 7:23,15   | Svetlana Bazhanova · Rusia · 7:26,24   |
| Clasificación total | Gunda Niemann · Alemania · 167,282 pts. | Svetlana Bazhanova · Rusia · 170,263 pts. | Emese Hunyady · Austria · 170,473 pts. |

## Medallero
- Solo se otorgan medallas en la clasificación general.

| Núm. | País         | Oro | Plata | Bronce | Total |
| ---- | ------------ | --- | ----- | ------ | ----- |
| 1    | Países Bajos | 1   | 0     | 1      | 2     |
| 2    | Alemania     | 1   | 0     | 0      | 1     |
| 3    | Noruega      | 0   | 1     | 0      | 1     |
| 3    | Rusia        | 0   | 1     | 0      | 1     |
| 5    | Austria      | 0   | 0     | 1      | 1     |
|      | TOTAL        | 2   | 2     | 2      | 6     |